# Antonín Lacina
Antonín Lacina (5. srpna 1889, Bražná – 28. května 1941, Dachau) byl český kněz a premonstrát, úspěšný provisor a inspektor strahovských velkostatků, též komerční rada, arcibiskupský notář, konsistorní rada aj. 
Pocházel ze statku „U Lacinů“ (čp. 6) v Bražné. Studoval na gymnasiu (konviktu) v Příbrami, po maturitě vstoupil do strahovského kláštera premonstrátů a od opata Metoděje Zavorala přijal bílé řeholní roucho kanovnického řádu sv. Norberta. Bohoslovecká studia konal v Praze a Teplé. Věnoval se církevní historii, dějinám umění a uměleckým památkám.
Po vysvěcení roku 1915 působil jako kaplan na poutním místě Sv. Kopeček u Olomouce, ale těžce onemocněl a byl povolán na zotavenou domů do strahovského kláštera. Po uzdravení jej opat Zavoral jmenoval provisorem a inspektorem strahovských velkostatků. Za působení A. Laciny se neobyčejně zlepšily hospodářské výsledky na strahovských velkostatcích, byly udržovány a opravovány všechny strahovské kostely a fary (milevský, sepekovský, jihlavský, svatokopečský a řada farních kostelů, kde vykonávali duchovní správu strahovští premonstráti). Nejvíce Antonín Lacina prospěl strahovskému majetku po roce 1918, kdy nastaly protináboženské boje a zábory na základě pozemkové reformy ve prospěch drobných zemědělců.
Premonstrátský řád choval a chová ve svém majetku vzácnou a bohatou historickou knihovnu a archiv a rukopisy, sbírky přírodnin a uměleckých děl. Mezi nimi byla tehdy ještě „Růžencová slavnost“ od Albrechta Dürera (1471–1528). Tento obraz zakoupil v Itálii Rudolf II. a nechal přenést do Prahy do svých sbírek. Po dražbě zbytků rudolfinských sbírek za Josefa II. byl prodán za pár zlatých strahovskému klášteru. Byl zde zrestaurován (částečně přemalován) a pořízena jeho dobrá kopie. Cena tohoto obrazu byla odhadnuta v třicátých letech 20. století na 8–10 milionů korun. V roce 1933 zařídil provisor Antonín Lacina, aby obraz koupila československá vláda do státního majetku výměnou za lesy na Metternichově panství Kynžvartu a na velkostatku arcibiskupa vratislavského v Javorníku (severní Slezsko) a za přidělené pozemky zbytkových statků Hrzína a Valdova (v Sudetech). Jeden hektar půdy byl počítán za 2 450 Kč. Po složitých jednáních byl obraz předán státu (pro Národní galerii) za 4585 hektarů půdy a za značný doplatek v hotovosti.
Antonín Lacina byl komerční rada, arcibiskupský notář, konsistorní rada a nesl i další tituly. Po celý život byl dobrým českým knězem, který pomohl každému, kdo potřeboval. Jeho zásluhy ocenil kardinál Karel Kašpar v osobním dopise před svým odjezdem do Říma 4. prosince 1937, kde se píše: „Když posvátný český Sion v těžkých poválečných dobách byl vinou krutých poměrů smutně ochuzen, když k štědrému vždy Strahovu chudina marně vztahovala ruce prosebné, když krásné jeho chrámy a ústavy chátraly, tenkráte se zkušeností moudrého hospodáře a s láskou věrného syna ujal jste se pokleslého jmění a hospodářství milovaného řádu, a neúnavnou prací, neumdlévající vytrvalostí, záviděníhodnou houževnatostí a nesčetnými intervencemi jste docílil toho, že Premonstráti čeští se mohou bez trapných starostí o hmotné postavení věnovati plně svému vznešenému úkolu, chudina s důvěrou nikdy nezklamanou se obrací opět k bílým synům sv.Norberta a chrámy Premonstrátů se zaskvěly v dřívějším lesku a kráse. Za to vše, co jste s takovým úsilím a výsledkem vykonal pro hospodářské zotavení a povznesení nejen svého vlastního řádu, ale i jiných řádů pražských, i za Vaši vzácnou věrnou synovskou oddanost k jeho Milosti šlechetnému nejdůstojnějšímu panu opatovi dr. Methodu Zavoralovi, Vám vzdávám upřímné a srdečné díky... Na důkaz mé vděčnosti a uznání za tuto Vaši všechnu práci a neúnavné úsilí přijměte ode mne vrchnopastýřské požehnání, jež Vám s radostným srdcem udílím…“
Antonín Lacina nikdy také nezapomněl na svou rodnou ves Bražnou a svůj selský původ a podporoval zde dobročinné a lidumilné akce. Daroval také do kostela v Krásné Hoře malované okno v ceně 2 500 Kč. Za nacistické okupace bylo mnoho českých kněží pronásledováno, vězněno a umučeno (stejně jako za následujícího komunismu). Antonín Lacina zemřel jako vězeň koncentračního tábora v Dachau.